# Antonín Kučera (skladatel)
Antonín Kučera, někdy také Anton Kutschera, (21. září 1872 Mikovice – 26. března 1934 Kralupy nad Vltavou) byl český hudební skladatel a vojenský kapelník.

## Život
Studoval hudbu na Majerově hudební a pěvecké škole v Praze. V 15 letech se stal hudebním učněm ve Vojenské hudební kapely maďarského pěšího pluku č. 101, se kterým se v roce 1889 přesunul do Záhřebu. V roce 1894 byl přeložen do Hudební kapely maďarského pěšího pluku č. 51 „Freiherr von Probst“ v Kluži. Když byl na konzervatoři, studoval harmonii, hudební teorii a hru na violoncello. Po dokončení studia byl v roce 1900 byl jmenován kapelníkem své vlastní kapely. V roce 1904 se i s plukem, ve kterém kapela působila, přesunul do Vídně, kde byl velmi úspěšný a vytvořil několik nahrávek svých děl. Následně působil jako kapelník ve Vojenské hudební kapele zeměbraneckého pěšího pluku č. 1. V roce 1910 se stal inspektorem armádních hudebních kapel na ministerstvu obrany ve Vídni. Tuto pozici zastával až do konce první světové války.
Po vzniku samostatné Československé republiky byl jmenován kapelníkem Hudební kapely posádky České Lípy. Později byla tato kapela přesunuta a přejmenována na Hudební kapelu československého pěšího pluku č. 33 v Chebu. V roce 1923 odešel do důchodu a vrátil se do svého rodného města Kralupy nad Vltavou. Tam se stal dirigentem Pěvecko-hudebního spolku Fibich a na této pozici působil až do roku 1931. S tímto orchestrem uváděl díla od slavných skladatelů jako od Ludwiga van Beethovena, Josepha Haydna, Franze Schuberta, Antonína Dvořáka, Zdeňka Fibicha nebo Josefa Suka staršího.